# Lamproscatella sinica
Lamproscatella sinica är en tvåvingeart som beskrevs av Wayne N. Mathis och Zuyin 1988. Lamproscatella sinica ingår i släktet Lamproscatella och familjen vattenflugor. Inga underarter finns listade i Catalogue of Life.